# 佐野浅太郎
佐野 浅太郎（さの あさたろう、1948年3月30日 - ）は、滋賀県栗太郡栗東町（現在の栗東市）出身で朝日山部屋所属の元大相撲力士、国際プロレス所属の元プロレスラー。大相撲時代の四股名は日吉山（ひよしやま）で、最高位は序二段62枚目。本名は佐野 実（さの みのる）。身長186cm、体重90kg。

## 大相撲時代
瀬田工業高校卒業後、大相撲の朝日山部屋に入門して1965年5月場所に17歳で初土俵を踏む。入門同期に花田満（のちの貴ノ花利彰）がいる。同部屋には兄弟子に三重ノ山（柴田勝久）や二瀬海（サムソン・クツワダ）が在籍し、さらに当時中学2年の鶴田友美も入門しているが、初土俵を踏むことなく辞めている。翌1966年5月場所に四股名を佐野から日吉山に改名したが伸び悩み、勝ち越しは1場所のみにとどまり1967年1月場所限りで廃業する。

## プロレス時代
1968年2月に国際プロレスに入門、豊登道春の付け人を経て、同年5月27日の稚内大会で大磯武相手に佐野 東八（さの とうはち）のリングネームでデビュー。しかし翌1969年6月15日、秋田県中仙町大会で寺西勇と対戦した際、カンガルーキックを左胸に受けて肋骨が折れて肺に刺さる重傷を負う。その後復帰し、9月には豊登の命名で佐野浅太郎に改名。1970年2月に豊登が引退し、佐野はサンダー杉山の付け人になる。5月には東南アジア遠征に参加。翌1971年1月に佐野 先風（さの せんぷう）に改名し将来が期待された矢先、1月31日のデビル紫戦で再び左肺を痛め長期欠場。その後7月に復帰するも7月10日宮城球場大会のエティフィア・ジェラール（稲妻二郎）戦を最後にドクターストップにより引退した。